# José Cruz Gutiérrez
José Cruz Gutiérrez Flores (Guadalajara, Jalisco, México; 10 de junio de 1982) es un futbolista mexicano. Juega como delantero en el * Zacatepec Siglo XXI, de la Liga de Ascenso de México.

## Trayectoria
Surgió de las filas de los "Marlines" del Real Atlético Vallarta de la Tercera división en donde hizo 52 goles en la temporada 1999-2000, donde llamó la atención y fue el Club de Fútbol Monterrey quién compró sus derechos federativos a través de su equipo filial Cobras de Ciudad Juárez. Meses después se incorporó con el primer equipo los Rayados del Monterrey en la temporada Verano 2002. Durante su carrera no logró anotar ningún gol en Primera división. Debutó el 2 de febrero de 2002 en un partido entre Monterrey 1-1 Puebla. Nunca fue expulsado, jugando 14 partidos y 441 minutos en Primera división.